# Triaenodes elegantulus
Triaenodes elegantulus är en nattsländeart som beskrevs av Georg Ulmer 1908. Triaenodes elegantulus ingår i släktet Triaenodes och familjen långhornssländor. Inga underarter finns listade i Catalogue of Life.